# Betäubungsmittel-Abgabebeleg

Muster eines Betäubungsmittel-Abgabebelegs

Ein Betäubungsmittel-Abgabebeleg ist ein amtliches Formblatt, mit welchem die Weitergabe von Betäubungsmitteln in Deutschland zwischen Unternehmen oder Apotheken an die Bundesopiumstelle beim Bundesinstitut für Arzneimittel und Medizinprodukte (BfArM) gemeldet und dokumentiert wird. Die Abgabe von Betäubungsmitteln an Patienten erfolgt dagegen über ein Betäubungsmittelrezept.

## Rechtliche Grundlage
Die Weitergabe von Betäubungsmitteln innerhalb Deutschlands wird durch die Betäubungsmittel-Binnenhandelsverordnung geregelt. Für jede Abgabe eines Betäubungsmittels ist nach § 1 der Verordnung „für jede einzelne Abgabe ein amtliches Formblatt (Abgabebeleg) auszufertigen“. Für den Betäubungsmittelverkehr mit dem Ausland gilt demgegenüber die  Betäubungsmittel-Außenhandelsverordnung. Ein Abgabebeleg ist dafür nicht erforderlich, jedoch eine Ausfuhrgenehmigung des BfArM.

## Aufbau des Abgabebelegs
Der von der Bundesdruckerei hergestellte Betäubungsmittel-Abgabebeleg besteht aus vier farbigen, selbstdurchschreibenden Durchschlägen. Jeder Belegsatz trägt eine eindeutige Abgabebelegnummer. Auf dem Formular werden im oberen bzw. unteren Teil Name und BTM-Nummer des Abgebenden bzw. des Empfängers sowie das Abgabedatum und auf den Durchschlägen das Empfangsdatum eingetragen. Im mittleren Bereich können bis zu vier verschiedene Betäubungsmittel mit entsprechender Liefermenge eingetragen werden. Hierbei muss die Menge in Stück oder Gramm angegeben werden. Eine Angabe als Volumen ist nicht zulässig. Flüssige Betäubungsmittel wie Opiumtinktur werden deshalb auch immer in Gramm gehandelt.

## Ablauf des Belegverfahrens
Bestellt beispielsweise eine Apotheke bei einem Pharmagroßhandel ein Betäubungsmittel, wird dazu vom Großhändler ein Abgabebeleg ausgefüllt. Jeder der vier Teile nimmt dann einen eigenen Weg. Der oberste, rote Teil wird als Abgabemeldung an die Bundesopiumstelle gesandt. Die gelbe Empfangsbestätigung und der rosafarbene Lieferschein werden zusammen mit dem eigentlichen Betäubungsmittel an den Empfänger geschickt. Das blaue Lieferscheindoppel verbleibt zunächst beim abgebenden Großhandel.
In der Apotheke angekommen wird dort die gelbe Empfangsbestätigung per Unterschrift quittiert und an den Großhandel zurückgeschickt. Der rosafarbene Lieferschein verbleibt zur Dokumentation in der Apotheke, wo er – wie alle anderen Betäubungsmittelbelege – für drei Jahre aufbewahrt werden muss. Sobald der Großhandel die Empfangsbestätigung wieder erhalten hat, muss er den roten Teil als Abgabemeldung dem Bundesinstitut für Arzneimittel und Medizinprodukte binnen einer Woche übersenden. Die Empfangsbestätigung ist vom Großhandel drei Jahre aufzubewahren.
Falls beim Empfang in der Apotheke jedoch ein Teil oder die gesamte Annahme der Betäubungsmittel verweigert wird (z. B. wenn die gelieferte Menge von der bestellten Menge abweicht, oder bei Fehllieferungen), dokumentiert dies die Apotheke auf der Empfangsbestätigung. Der Pharmagroßhandel muss dann das blaue Lieferscheindoppel mit den entsprechenden Korrekturen an die Bundesopiumstelle einschicken.

Empfangsbestätigung (gelb)
Lieferschein (rosa)
Lieferscheindoppel (blau)